# Liste der Baudenkmale in Bückau
In der Liste der Baudenkmale in Bückau sind die Baudenkmale des niedersächsischen Ortes Bückau aufgelistet. Dies ist ein Teil der Liste der Baudenkmale in Dannenberg (Elbe). Der Stand der Liste ist der 30. Oktober 2021.
Die Quelle der IDs und der Beschreibungen ist der Denkmalatlas Niedersachsen.

## Allgemein
In den Spalten befinden sich folgende Informationen:
- Lage: die Adresse des Baudenkmales und die geographischen Koordinaten. Kartenansicht, um Koordinaten zu setzen. In der Kartenansicht sind Baudenkmale ohne Koordinaten mit einem roten Marker dargestellt und können in der Karte gesetzt werden. Baudenkmale ohne Bild sind mit einem blauen Marker gekennzeichnet, Baudenkmale mit Bild mit einem grünen Marker.
- Bezeichnung: Bezeichnung des Baudenkmales
- Beschreibung: die Beschreibung des Baudenkmales. Unter § 3 Abs. 2 NDSchG werden Einzeldenkmale und unter § 3 Abs. 3 NDSchG Gruppen baulicher Anlagen und deren Bestandteile ausgewiesen.
- ID: die Objekt-ID des Baudenkmales
- Bild: ein Bild des Baudenkmales, ggf. zusätzlich mit einem Link zu weiteren Fotos des Baudenkmals im Medienarchiv Wikimedia Commons. Wenn man auf das Kamerasymbol klickt, können Fotos zu Baudenkmalen aus dieser Liste hochgeladen werden:

## Baudenkmale

### Gruppe baulicher Anlagen
| Lage                                    | Bezeichnung | Beschreibung | ID       | Bild |
| --------------------------------------- | ----------- | --- | -------- | ---- |
| Bückau Nr. 1 53° 4′ 33″ N, 11° 6′ 39″ O | Hofanlage   | Bestehend aus einem großen Wohn-/Wirtschaftsgebäude, das nach einem Dorfbrand 1883 neu errichtet wurde, und einem älteren Speichergebäude sowie mehreren Nebengebäuden, die sich um einen gepflasterten Hof mit altem Baumbestand gruppieren. | 30826008 |      |
| Bückau Nr. 2 53° 4′ 37″ N, 11° 6′ 37″ O | Hofanlage   | Bestehend aus einem großen Wohn-/Wirtschaftsgebäude von 1718 und einem Altenteil von 1798 sowie mehreren Nebengebäuden, die sich um einen gepflasterten Hof mit altem Baumbestand gruppieren.                                                 | 30826019 |      |

### Einzeldenkmale
| Lage                                    | Bezeichnung               | Beschreibung | ID       | Bild |
| --------------------------------------- | ------------------------- | --- | -------- | ---- |
| Bückau Nr. 1 53° 4′ 34″ N, 11° 6′ 39″ O | Wohn-/ Wirtschaftsgebäude | Wiederaufbau 1884, nachdem das Gebäude zusammen mit dem Haupthaus des benachbarten Hofes Nr. 7 im November 1883 bei Hochzeitsvorbereitungen abgebrannt war.             | 30840211 |      |
| Bückau Nr. 1 53° 4′ 33″ N, 11° 6′ 37″ O | Speicher (Bauwerk)        | Kleineres Fachwerkgebäude mit Backsteinausfachung, unter Satteldach. Errichtet in der ersten Hälfte des 19. Jahrhunderts.                                               | 35813962 | BW   |
| Bückau Nr. 2 53° 4′ 36″ N, 11° 6′ 38″ O | Wohn-/ Wirtschaftsgebäude | Ältestes Gebäude im Ort, erbaut 1718. Zweiständerhaus mit Backsteinausfachung; westliche Traufseite massiv erneuert; hier moderne Fenstereinbauten; unter Halbwalmdach. | 30840190 |      |
| Bückau Nr. 2 53° 4′ 35″ N, 11° 6′ 36″ O | Altenteil (Bauwerk)       | Wandständerbau mit Ausfachung in Lehmschlag; unter Satteldach. Errichtet 1798 (i).                                                                                      | 30840172 | BW   |
| Bückau Nr. 7 53° 4′ 34″ N, 11° 6′ 42″ O | Wohn-/ Wirtschaftsgebäude | Wiederaufbau 1884, nachdem das Gebäude zusammen mit dem Haupthaus des benachbarten Hofes Nr. 1 im November 1883 bei Hochzeitsvorbereitungen abgebrannt war.             | 30840153 |      |
| Bückau Nr. 7 53° 4′ 34″ N, 11° 6′ 41″ O | Hofpflasterung            | Westlich des Wohn-/Wirtschaftsgebäudes befindet sich eine historische Hofpflasterung in Feldsteinen.                                                                    | 30841416 | BW   |